# کالج ووستر

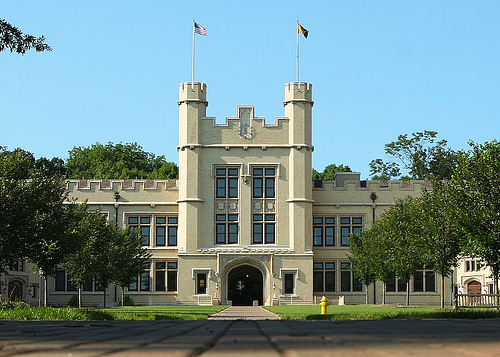
کاوک هال ساختمان آموزشی اصلی در محوطهٔ کالج است.

کالج ووستر (به انگلیسی: College of Wooster) یک کالج هنرهای آزاد خصوصی در ایالات متحده آمریکا است که در ووستر، اوهایو واقع شده‌است.